# U-605
| U-605                      | U-605                                                          | U-605                                                          |
| -------------------------- | -------------------------------------------------------------- | -------------------------------------------------------------- |
|                            |                                                                |                                                                |
|                            |                                                                |                                                                |
|                            |                                                                |                                                                |
| Під прапором               | Третій рейх                                                    | Третій рейх                                                    |
| Спуск на воду              | 27 листопада 1941 року                                         | 27 листопада 1941 року                                         |
| Виведений зі складу флоту  | 14 листопада 1942 року                                         | 14 листопада 1942 року                                         |
| Сучасний статус            | затоплений                                                     | затоплений                                                     |
| Проєкт                     |                                                                |                                                                |
| Тип ПЧ                     | Торпедний ДПЧ                                                  | Торпедний ДПЧ                                                  |
| Основні характеристики     |                                                                |                                                                |
| Швидкість (надводна)       | 17,7 вузлів                                                    | 17,7 вузлів                                                    |
| Швидкість (підводна)       | 7,6 вузлів                                                     | 7,6 вузлів                                                     |
| Робоча глибина занурення   | 100 м                                                          | 100 м                                                          |
| Гранична глибина занурення | 220 м                                                          | 220 м                                                          |
| Екіпаж                     | 44 осіб                                                        | 44 осіб                                                        |
| Розміри                    |                                                                |                                                                |
| Довжина найбільша (по КВЛ) | 67,1 м                                                         | 67,1 м                                                         |
| Ширина корпусу найб.       | 6,2 м                                                          | 6,2 м                                                          |
| Висота                     | 9,6 м                                                          | 9,6 м                                                          |
| Середня осадка (по КВЛ)    | 4,70 м                                                         | 4,70 м                                                         |
| Водотоннажність надводна   | 769 т                                                          | 769 т                                                          |
| Озброєння                  |                                                                |                                                                |
| Артилерія                  | одна палубна гармата калібру 88-мм, одна 20-мм зенітна гармата | одна палубна гармата калібру 88-мм, одна 20-мм зенітна гармата |
| Торпедно- мінне озброєння  | 4 носових і один кормовий ТА. 14 торпед або 26 мін             | 4 носових і один кормовий ТА. 14 торпед або 26 мін             |

U-605 — німецький підводний човен типу VIIC, часів  Другої світової війни.
Замовлення на будівництво човна було віддане 22 травня 1940 року. Човен був закладений на верфі суднобудівної компанії «Blohm + Voss» у Гамбурзі 12 березня 1941 року під будівельним номером 581, спущений на воду 27 листопада 1941 року, 15 січня 1942 року увійшов до складу 5-ї флотилії. Також за час служби перебував у складі 9-ї та 29-ї флотилій. Єдиним командиром човна був капітан-лейтенант Герберт-Віктор Шюце.
Човен зробив 3 бойових походи, в яких потопив 3 (загальна водотоннажність 8 409 брт) судна.
Потоплений 14 листопада 1942 року в Середземному морі північно-західніше Орану (36°20′ пн. ш. 01°01′ зх. д. / 36.333° пн. ш. 1.017° зх. д.) глибинними бомбами британського бомбардувальника «Хадсон». Всі 46 членів екіпажу загинули.

## Потоплені та пошкоджені кораблі[3]
| Назва       | Тип           | Належність      | Дата           | Тоннаж (БРТ) | Вантаж | Статус    | Місце                                                       |
| Bombay      | траулер       | Велика Британія | 3 серпня 1942  | 229          |        | потоплено | 62°00′ пн. ш. 18°00′ зх. д. / 62.000° пн. ш. 18.000° зх. д. |
| Katvaldis   | торгове судно | Велика Британія | 25 серпня 1942 | 3 163        | Баласт | потоплено | 48°55′ пн. ш. 35°10′ зх. д. / 48.917° пн. ш. 35.167° зх. д. |
| Sheaf Mount | торгове судно | Велика Британія | 25 серпня 1942 | 5 017        | Баласт | потоплено | 48°55′ пн. ш. 35°10′ зх. д. / 48.917° пн. ш. 35.167° зх. д. |